# Disgaea: Hour of Darkness
Disgaea: Hour of Darkness (魔界戦記ディスガイア, Makai Senki Disugaia, lit. "Crônicas do Inferno Disgaea") é uma série de jogos eletrônicos RPG tático criada e projetada pela Nippon Ichi. A série estreada no Japão em 30 de janeiro de 2003, com "Disgaea: Hour of Darkness", mais tarde relançado como "Disgaea: Afternoon of Darkness" e "Disgaea DS". Uma das franquias mais populares da Nippon Ichi, tem ramificações em mangá e animê.
O jogo Disgaea se situa no fictício Outro Mundo (Netherworld) e é conhecido pelo seu incomum grande número de elementos de RPG, como um complexo jogo, status extremamente altos e diálogos humorísticos. Personagens principais nas séries as vezes incluem cínicos e sedentos antiheróis forçados a lutar ao lado de heróis, com muito desdém. As séries Disgaea venderam 1.6 milhão de jogos até o Q1 2010[carece de fontes?].
Uma sequela direta, que se passa 10 anos após o final do jogo, chamada Disgaea D2: A Brighter Darkness foi anunciado e lançado para PlayStation 3 em 2013, e estrela o elenco principal (e novos personagens adicionais) de Hour of Darkness.

## Enredo
Laharl, o príncipe do mundo dos demônios que havia estado adormecido durante dois anos por causa de um veneno dado por Etna, é enfim acordado pela mesma. Ao acordar, Laharl descobre que seu pai, o rei Krinchevskov, havia morrido ao se engasgar com um bolo, pelo menos é o boato, e mais tarde se descobre que não foi bem assim, e por isso deveria assumir o seu trono e o posto de Overlord, o mais poderoso dos demônios, mesmo que haja uma lenda dizendo que o mais poderoso era o "Lord of Terror". Mas em meio de sua trajetória acaba encontrando Flonne, uma anja em treinamento, que diz ter vindo ao mundo dos demônios para assassinar o rei (que já havia morrido há dois anos). Após o desentendimento, Flonne resolve ficar para despertar o amor no coração de Laharl. O trio passa por suas muitas confusões até Laharl se tornar Overlord e mais tarde há a descoberta de grandes conspirações e etc... Uma característica marcante do jogo, é a presença dos Prinnies, parecidos com penguins, que na verdade são almas de humanos, que pecaram em suas vidas anteriores, e trabalham em Celestia e Netherworld, sempre falam "dood" no final das frases e ficam esperando pelo dia de suas reencarnações.O dia da lua vermelha ou "Redmoon".
Durante a História, Flonne acaba descobrindo que o motivo de Laharl odiar o amor, é porque sua mãe(uma humana)deu sua vida para lhe salvar de uma doença, que nem o Overlord poderia curar. Ele não aceitou aquilo pois eram muito próximos e desde então passa a desprezar o amor.

### Personagens
- Laharl (ラハール, Rahāru): Príncipe de Netherworld, é muito arrogante e odeia que as pessoas falem de amor perto dele, sofreu muito com a morte de sua mãe. Sempre odiou seu pai, pelo menos achava que sim. Odeia quando Flonne tenta lhe dizer coisas sobre o amor que ela acredita tanto, chamando-a de Love-mania.
- Flonne (フロン, Furon): Uma aprendiz de anjo cujo objetivo era matar o pai de Laharl, mas teve sua missão fracassada pois ele já havia morrido. Resolveu seguir Laharl e Etna como a vassala de mais baixa categoria de Laharl. Considera os dois seus amigos.
- Etna (エトナ, Etona): A Vassala de Laharl desde que o pai deste estava vivo. Possui um respeito enorme ao rei. Vira a nova rainha de Netheworld.
- Prinnies: São pinguins que pagam seus pecados trabalhando para Etna ou para qualquer outro alguém, trabalham no Netherworld e em Celestia também, pelo menos até a noite da lua vermelha, ou "Redmoon", que purifica seus pecados e os faz reencarnar. Falam "dood" ("-su", no japonês) no final das frases.

## Relançamentos

### Disgaea PC
Uma versão de Disgaea: Hour of Darkness, incluindo o conteúdo adicional em Afternoon of Darkness, foi lançado para Microsoft Windows via Steam em 24 de fevereiro de 2016, retitulado como Disgaea PC.  O lançamento inicial foi reprovada por críticos por conta de vários bugs, que incluíam crashes persistentes, perda de arquivos de salvar, e mau desempenho, mesmo em computadores de alta qualidade. Um patch foi lançado logo após para corrigir vários destes bugs. Outro patch foi lançado para o jogo mais tarde que adicionava quatro novos personagens que eram anteriormente exclusivos de Disgaea DS.